# Trdnjava Bergenhus
Trdnjava Bergenhus (norveško Bergenhus festning) je trdnjava v Bergnu na Norveškem. Trdnjava na vhodu v pristanišče Bergen je ena najstarejših in najbolje ohranjenih kamnitih utrdb na Norveškem.

## Zgodovina
Trdnjava vsebuje stavbe iz leta 1240, pa tudi poznejše, zgrajene pred drugo svetovno vojno. Obseg današnjega ograjenega območja je iz začetka 19. stoletja. V srednjem veku je bilo območje današnje trdnjave Bergenhus znano kot Holmen in je vsebovalo kraljevo rezidenco v Bergnu, pa tudi stolnico, več cerkva, škofovsko rezidenco in dominikanski samostan. Izkopavanja so razkrila temelje stavb, za katere se domneva, da segajo pred leto 1100 in jih je morda postavil kralj Olaf Kyrre. V 13. stoletju, do leta 1299, je bil Bergen glavno mesto Norveške in Holmen tako glavni sedež norveških vladarjev. Prvič je bil obdan s kamnitim obzidjem v 1240-ih.
Od srednjeveških stavb sta ostala srednjeveška dvorana in obrambni stolp. Kraljeva dvorana, danes znana kot Haakonova dvorana, je bila zgrajena okoli leta 1260. Obrambni stolp je bil zgrajen okoli leta 1270 in je v zgornjem nadstropju vseboval kraljevo stanovanje. V 1560-ih so ga vključili v večjo stavbo, ki je danes znana kot stolp Rosenkrantz. V srednjem veku je bilo na tem območju več cerkva, vključno s bergensko stolnico Kristusova cerkev (Kristkirken på Holmen i Bergen). Te so bile med letoma 1526 in 1531 porušene, ko je bilo območje Holmena spremenjeno v izključno vojaško utrdbo pod dansko oblastjo. Od približno tega časa se je začelo uporabljati ime Bergenhus. Gradbena dela na Kristusovi cerkvi so se verjetno začela okoli leta 1100. V njej je bilo svetišče sv. Sunnive, zaščitnika Bergna. V 12. in 13. stoletju je bilo mesto številnih kraljevih kronanj in porok. To je bilo tudi grobišče vsaj šestih kraljev in drugih članov kraljeve družine. Mesto njenega oltarja je danes označeno s spominskim kamnom.
V 19. stoletju je trdnjava izgubila funkcijo obrambne utrdbe, vendar jo je vojska ohranila kot upravno oporišče. Po obnovi v 1890-ih in ponovno po uničenju, ki ga je utrpela med drugo svetovno vojno, se Bergenhus danes ponovno uporablja kot koncertno prizorišče in kot praznična dvorana za javne prireditve. Med drugo svetovno vojno je nemška mornarica uporabljala več stavb za svoje poveljstvo, zgradili pa so tudi velik betonski bunker znotraj obzidja trdnjave. Stavbe, vključno s Haakonovo dvorano, so bile med drugo svetovno vojno močno poškodovane, vendar so bile stavbe pozneje obnovljene.
Bergenhus je trenutno pod poveljstvom Kraljeve norveške mornarice, ki ima tam nameščenih okoli 150 pripadnikov vojaškega osebja. V središču Bergna ležita tudi utrdbi Sverresborg in Fredriksberg. Haakonova dvorana in stolp Rosenkrantz sta odprta za obisk javnosti. Koengen, osrednji del trdnjave Bergenhus, je znan tudi kot koncertno prizorišče.

## Znamenite stavbe

### Haakonova dvorana
Haakonova dvorana (norveško Håkonshallen) je srednjeveška kamnita dvorana znotraj trdnjave. Dvorana je bila zgrajena sredi 13. stoletja, v času vladavine kralja Håkona Håkonssona (1217–1263). V srednjem veku je bila največja stavba kraljeve palače v Bergnu. Je največja posvetna srednjeveška stavba na Norveškem in verjetno navdih za podobne velike dvorane, ki so bile zgrajene na kraljevih posestvih v Oslu in Avaldsnesu.
O gradnji dvorane ni ohranjenih pisnih zapisov. Po sagi Håkona Håkonssona stavbe ni bilo ob kronanju kralja Håkona leta 1247. Vendar pa navaja, da je bila uporabljena med poročnimi slavji kralja Magnusa Håkonssona in danske princese Ingebjørg Eriksdatter 11. septembra 1261. Dvorana je zgrajena v gotskem slogu. Poleg velike dvorane sta obstajala še dva nivoja, klet in srednje nadstropje. Podobnost dvorane z angleškimi stavbami iz istega časa in dejstvo, da je bila monumentalna kamnita gradnja na takratnem Norveškem razmeroma neobičajna, je vodilo do domneve, da so dvorano zasnovali angleški arhitekti, morda dvorni arhitekt kralja Henrika III., s katerim je bil kralj Håkon v prijateljskih odnosih.
Dvorano je prizadelo več požarov, prvi že leta 1266. Po smrti kralja Erika Magnussona leta 1299 je Bergen izgubil status glavne kraljeve rezidence. Od leta 1380 do 1814 je bila Norveška v personalni uniji z Dansko, kar je pomenilo, da je kraljeva rezidenca v Bergnu postopoma propadala. Leta 1429 so jo zavzeli in požgali bratje Victual (viktualiebrødrene), vendar nov kamniti portal iz sredine 15. stoletja kaže, da je bila dvorana po tem dogodku ponovno zgrajena. Kmalu zatem, ko je bila stara kraljeva rezidenca spremenjena v izključno vojaško trdnjavo, je bila dvorana spremenjena v skladišče.
Do 18. stoletja je bila njena prvotna funkcija večinoma pozabljena. Vendar pa je v 19. stoletju prišlo do vzpona norveškega romantičnega nacionalizma, ko je država postopoma ponovno pridobila svojo neodvisnost. Posledično je bilo neodvisno srednjeveško kraljestvo uporabljeno kot vir novih nacionalnih simbolov, okoli katerih se je zbiralo. Leta 1840 je bilo dokazano, da je bila velika kamnita stavba v trdnjavi Bergenhus v resnici stara gostilna dvorana kralja Håkona Håkonssona. Naslednjega pol stoletja so razpravljali o njeni obnovi v prvotno funkcijo. Henrik Ibsen je v čast dvorani napisal pesem, pesnik Henrik Wergeland pa je v eni od svojih pesmi prvič uporabil ime Haakons hall. Dvorana je bila dokončno obnovljena v 1890-ih, v 1910-ih pa so jo okrasili s freskami z motivi iz sage Håkona Håkonssona in vitraji.
Dvorana je bila močno poškodovana 20. aprila 1944, ko je zagorelo in zgorelo leseno ostrešje. Ogenj je uničil tudi vse okrasje iz prve obnove. Druga obnova je potekala v 1950-ih, dvorana pa je bila ponovno odprta 11. septembra 1961, ob 700. obletnici prve uporabe. Zdaj je okrašena bolj diskretno, predvsem s tapiserijami. Haakonovo dvorano zdaj upravlja mestni muzej Bergen, ki skrbi tudi za stolp Rosenkrantz in druge zaščitene stavbe v mestu. Dvorana se občasno uporablja za koncerte, predvsem zborovske in komorne glasbe, ter za bankete, predvsem za uradne dogodke.

## Stolp Rosenkrantz
Stolp Rosenkrantz (norveško Rosenkrantztårnet) je stolp, ki izhaja iz imena guvernerja Erika Rosenkrantza (1519-1575), ki je bil guverner trdnjave Bergenhus od 1560 do 1568. V času njegove uprave je stolp dobil današnjo obliko in strukturo. Najstarejši del stavbe je srednjeveški stolp, zgrajen v času vladavine kralja Magnusa Zakonodajalca v 1270-ih kot del kraljevega gradu v Bergnu.
Trdnjava je bila nekoliko spremenjena okoli leta 1520, nato pa so ga v 1560-ih škotski kamnoseki in arhitekti v službi Erika Rosenkrantza obsežno spremenili in razširili, da je dobila sedanjo obliko. Rosenkrantzova stavba je vsebovala ječe v pritličju, stanovanjske sobe za guvernerja višje in položaje za topove v zgornjem nadstropju. V 1740-ih so stolp spremenili v skladišče smodnika, kar je služilo do 1930-ih. Celotna stavba je odprta za širšo javnost od leta 1966. Danes stolp služi predvsem kot turistična atrakcija.

## Drugi viri
- Kavli, Guthorm. Norges festninger, fra Fredriksten til Vardøhus (Universitetsforlaget. 1987) ISBN 8200184307
- Knut Helle and Ole Egil Eide. Holmen - Bergenhus, The Royal and Ecclesiastical Centre of Bergen in the Middle Ages (Alveheim & Eide. 1985) ISBN 8290359268